# System walki
System walki – skoordynowany wewnętrznie zbiór wzajemnie powiązanych sił, środków i działań ukierunkowany na osiągnięcie celu walki zgodnie z zamiarem dowódcy. 

## Struktura systemu walki
W skład systemu walki w Siłach Zbrojnych RP wchodzą: 
- podsystem dowodzenia
- podsystem rozpoznania
- podsystem rażenia
- podsystem wsparcia inżynieryjnego
- podsystem  obrony przed bronią masowego rażenia
- podsystem obrony przeciwlotniczej
- podsystem zabezpieczenia logistycznego
- podsystem zabezpieczenia medycznego

Trzy pierwsze uznawane są za zasadnicze.

## Systemy działań pola walki (funkcje walki) w Armii USA
System działań pola walki
Struktura systemu działań pola walki (ang. Battlefield Operation Systems – BOS):
- rozpoznanie (ang. Intelligence BOS)
- manewr (ang. Maneuver BOS)
- wsparcie ogniowe (ang. Fire Support BOS)
- obrona przeciwlotnicza (ang. Air Defense BOS)
- mobilność, kontrmobilność, przetrwanie/przeżycie (ang. Mobility/counter mobility/survivability BOS)
- zabezpieczenie działań (ang. Combat Service Support BOS)
- dowodzenie i kontrola (ang. Command and Control BOS).

Funkcje walki
Od 2008, zgodnie z Field Manuał No 3-0, Operations, funkcjonuje termin funkcje walki (ang. Warfighting Functions), czyli zespół zadań oraz systemów, które wykorzystywane są przez dowódców do pomyślnej realizacji misji.
- przemieszczenie i manewr (ang. Movement & Maneuver)
- rozpoznanie (ang. Intelligence)
- ogień (ang. Fires)
- podtrzymanie (ang. Sustainment)
- ochrona (ang. Protection)

## Funkcje walki w Brytyjskich Siłach Zbrojnych
W 2001, w brytyjskiej literaturze militarnej wyróżniano:
- dowodzenie (ang. Command)
- manewr (ang. manoeuvre)
- siłę ognia (ang. Firepower)
- informację i rozpoznanie (ang. Information and Intelligence)
- ochronę (ang. Protection)
- zabezpieczenie logistyczne (ang. Combat Service Support).